# Talking Bad
Talking Bad é um aftershow de televisão apresentado pelo anfitrião Chris Hardwick, que discute episódios da série de televisão Breaking Bad da AMC. Oito episódios foram transmitidos ao vivo a partir de 11 de agosto a 29 de setembro de 2013. Os convidados de destaque em Talking Bad inclui fãs de celebridades, membros do elenco, e os membros da equipe técnica de Breaking Bad.

## Transmissão e formato
Após o sucesso de Talking Dead, que serve como um companheiro de The Walking Dead, a AMC decidiu criar uma série similar que serve como acompanhamento para Breaking Bad no final dos oitos episódios. A série estreou em 11 de agosto de 2013, após o encore apresentação da estreia no meio da quinta temporada de Breaking Bad, que concluiu a sua execução em 29 de setembro de 2013, com um prolongado episódio de uma hora diretamente após o episódio final.

A série apresentava o anfitrião Chris Hardwick, discutindo o mais recente episódio com convidados que são fãs da série, incluindo o elenco e a equipe de Breaking Bad. Aos convidados da atração, Hardwick comentou: 
| “ | Breaking Bad será uma das melhores séries da história da televisão. Obviamente, com tonalidade muito diferente de The Walking Dead, e vou me esforçar para dar a Breaking Bad o envio que merece. Eu estou honrado de ser capaz de dar aos fãs uma espiada por trás da cortina, durante os últimos oito episódios para que todos nós possamos dizer adeus a ela juntos. A AMC irá dizer-lhe que é por causa do sucesso de Talking Dead, ou minha amizade com o elenco de BB que eles me pediram para apresentá-lo, mas eu acho que provavelmente tem mais a ver com a minha inconfundível semelhança com Jesse Pinkman. | ” |.
O programa usa um logotipo e a música do tema semelhante ao de Talking Dead. Os episódios foram ao ar em 23:00 horas no horário do leste, e durou 30 minutos (incluindo comerciais), com um segmento de bônus online após cada episódio televisionado. O episódio final durou 60 minutos, às 22:15 seguinte do último episódio de Breaking Bad. Segmentos em Breaking Bad incluem "Respeite a Química", um "estudo de caráter da tabela periódica", uma "correção" do produtor/criador Vince Gilligan para o episódio seguinte, uma enquete online e um episódio trívia. Perguntas também foram tomadas a partir de fãs via telefone, Facebook, Twitter, Reddit, ou pelo site oficial de Talking Dead.

## Episódios
| No. | Título          | Convidados                                                                                          | Exibição original      | Audiência em milhões (EUA) |  |
| --- | --------------- | --------------------------------------------------------------------------------------------------- | ---------------------- | -------------------------- |  |
| 1   | "Blood Money"   | Vince Gilligan e Julie Bowen                                                                        | 11 de agosto de 2013   | 1.19                       |  |
|     |                 | |                        |                            |  |
| 2   | "Buried"        | Aaron Paul e Anna Gunn                                                                              | 18 de agosto de 2013   | 1.03                       |  |
|     |                 | |                        |                            |  |
| 3   | "Confessions"   | Bob Odenkirk e Samuel L. Jackson                                                                    | 25 de agosto de 2013   | N/A                        |  |
|     |                 | |                        |                            |  |
| 4   | "Rabid Dog"     | Betsy Brandt e RJ Mitte                                                                             | 01 de setembro de 2013 | N/A                        |  |
|     |                 | |                        |                            |  |
| 5   | "To'hajiilee"   | Bryan Cranston , Don Cheadle e Steven Michael Quezada                                               | 08 de setembro de 2013 | 1.04                       |  |
|     |                 | |                        |                            |  |
| 6   | "Ozymandias"    | Dean Norris e Bill Hader                                                                            | 15 de setembro de 2013 | 1.22                       |  |
|     |                 | |                        |                            |  |
| 7   | "Granite State" | Adam Scott , Matt L. Jones e Bryan Johnson                                                          | 22 de setembro de 2013 | 1.00                       |  |
|     |                 | |                        |                            |  |
| 8   | "Felina"        | Vince Gilligan, Aaron Paul, Anna Gunn, RJ Mitte, Giancarlo Esposito , Jonathan Banks e Jimmy Kimmel | 29 de setembro de 2013 | 4.43                       |  |
|     |                 | |                        |                            |  |